# Шоштой
Шоштой (угор. Sóstói) — колишній багатофункціональний стадіон у місті Секешфегервар, Угорщина, який в основному використовувався для футбольних матчів. Стадіон міг вмістити 14 300 глядачів і був домашньою ареною клубу «Відеотон». 
Арена була відкрита в 1967 році, а її рекордна відвідуваність була зафіксована 8 травня 1985 року, коли 40 000 вболівальників зібралися побачити перший матч фіналу Кубка УЄФА між «Відеотоном» та мадридським «Реалом» (0:3). У 2016 році стадіон було знесено і на його місці побудована сучасна «МОЛ Арена Шошто».

## Історія
Будівництво стадіону розпочалося в 1963 році, проте вже після Другої світової війни на цьому місці вже проводилися матчі. На завершення роботи знадобилося чотири роки, а перший матч відбувся 30 вересня 1967 року, коли клуб «Вашаш» приймав східнонімецький «Рот-Вайс» (Ерфурт) . Ференц Богнар став першим гравцем, який забив гол на новому стадіоні, реалізувавши штрафний удар з відстані у 22 метри.
У 1970-х роках будівництво стадіону продовжувалося, були завершені трибуни за воротами. У 1978 році було встановлено мачту для штучного освітлення. Остання велика модернізація епохи соціалізму відбулася в 1982 році, що зробило стадіон «Шоштой» одним з найсучасніших футбольних майданчиків у країні того часу.
Арена була частиною невдалих угорських заявок на Євро-2004, Євро-2008 та Євро-2012, і тому пройшла через значні реконструкції в 2000-х роках. Стадіон отримав нову основну трибуну, вдосконалену систему контролю доступу, встановлені нові пластикові сидіння в клубних кольорах червоного і синього кольорів, а також було встановлено камери відеоспостереження. Були створені нові медіа- та VIP-трибуни, які відповідали новим критеріям УЄФА.
Хоча реконструкція сповільнилася після невдалих заявок на чемпіонати Європи, стадіон «Шоштой» все ще залишався одним із найбільш обладнаних стадіонів Угорщини. Прожектори здатні були освітлити поле на 1500 люкс, а під основним полем була встановлена система обігріву, що робило спортивний комплекс доступним для проведення матчів Ліги Європи та Ліги чемпіонів УЄФА.
У листопаді 2014 року «Відеотон» представив плани переобладнання стадіону. За ним на стадіоні мали бути побудовані три нові трибуни, перетворивши багатофункціональний стадіон з біговими доріжками на чисто футбольний. Місткість мала трохи знизитись до 14 250 відвідувачів, натомість усі трибуни опинились би під дахом.
12 грудня 2015 року «Відеотон» зіграв свій останній матч на стадіоні «Шоштой» проти «Пакша» у рамках чемпіонату Угорщини 2015–16. Матч закінчився перемогою господарів 1-0. Другу половину сезону клуб вже почав на запасному стадіоні «Панчо Арена».
18 грудня 2015 року розпочалось знесення трибун стадіону «Шоштой», тоді як у січні 2016 року були демонтовані і прожектори.
Більшість елементів старого стадіону були повторно використані на якомусь стадіоні в Угорщині.
До весни 2016 року весь стадіон, за винятком основної трибуни, демонтували. Будівництво було заплановано на січень 2018 року, але до літа 2017 року виникли серйозні проблеми. Під час знесення допоміжних трибун було виявлено, що конструкція основної трибуни, яка була побудована у 2002 році і повинна була залишитись після реконструкції, мала серйозні недоліки і тому не підходила для приєднання до новозбудованих трибун, як спочатку передбачалося.
Подальші дослідження показали, що головна трибуна має серйозні проблеми і у вересні 2017 року місто вирішило знести трибуну, яка простояла лише 11 років, та побудувати повністю новий стадіон. Будівництво, яке затягнулося черговим зносом, у 2018 році прискорилось. На більш швидке завершення також впливав той факт, що в 2018 році команда з Фехервара стала учасником групового етапу Ліги Європи. Кінцевий термін добудови нового об'єкту був 30 серпня 2018 року, але до того часу будівельники ще не встигли закінчити роботи, тому команда не змогла прийняти своїх європейських опонентів на новому стадіоні. Побудована «МОЛ Арена Шошто» була відкрита 21 листопада 2018 року.

## Міжнародні матчі
На стадіоні шість матчів зіграла національна збірна Угорщини.
| Дата              | Опонент              | Результат | Турнір                 |
| ----------------- | -------------------- | --------- | ---------------------- |
| 29 травня 1974    | Югославія            | 4–2       | Товариський матч       |
| 23 травня 1983    | Норвегія             | 0–0       | Товариський матч       |
| 9 жовтня 1991     | Бельгія              | 0–2       | Товариський матч       |
| 15 листопада 2006 | Канада               | 1–0       | Товариський матч       |
| 8 вересня 2007    | Боснія і Герцеговина | 1–0       | Кваліфікація Євро-2008 |
| 17 листопада 2010 | Литва                | 2–0       | Товариський матч       |

## Відвідуваність
| Сезон   | Середня |
| ------- | ------- |
| 2010–11 | 4,158   |
| 2011–12 | 4,102   |
| 2012–13 | 3084    |
| 2013–14 | 3 330   |
| 2014–15 | 3,381   |